# Snowstorm Hanover
Snowstorm Hanover, född 13 februari 2014 på Hanover Shoe Farms i Hanover, Pennsylvania, är en amerikansk varmblodig travhäst. Han tränas sedan 2021 av Daniel Redén och körs oftast av Magnus A. Djuse. Han ägs av Stefan Melander.
Snowstorm Hanover började tävla i juni 2016. Han har till maj 2022 sprungit in 7,2 miljoner kronor på 111 starter varav 13 segrar, 16 andraplatser och 7 tredjeplatser. Han har tagit karriärens hittills största seger i Kentucky Futurity (2017). Han har även segrat i Valley Victory Trot (2016), Big Noon-pokalen (2018) och Meadow Roads Lopp (2022).

## Karriär
Snowstorm Hanover inledde karriären i Nordamerika hos tränare Ron Burke. Han debuterade i lopp den 2 juni 2016 på Meadowlands Racetrack. Han var obesegrad i sina två första starter.
Den 8 oktober 2017 segrade han i Kentucky Futurity.
Inför säsongen 2018 flyttade han till Sverige för att tränas av sin ägare Stefan Melander. Han debuterade på svensk mark i The Onions Lopp den 24 april 2018 på Solvalla. Han slutade oplacerad efter att ha galopperat i loppet.